# Iker Camaño Ortuzar
Iker Camaño Ortuzar (Santurtzi, 14 de març de 1979) és un ciclista basc, professional des del 2002 al 2014.

## Palmarès
- 1996
  -  Campió d'Espanya sub-23 en contrarellotge
- 2008
  - Vencedor d'una etapa a la Volta a Chihuahua
- 2011
  - 1r al Cinturó a Mallorca i vencedor d'una etapa
  - Vencedor d'una etapa a la Volta a Noruega
- 2012
  - Vencedor d'una etapa al Trofeu Joaquim Agostinho

### Resultats al Tour de França
- 2004. 26è de la classificació general
- 2005. 69è de la classificació general
- 2006. 35è de la classificació general
- 2007. 53è de la classificació general

### Resultats al Giro d'Itàlia
- 2008. 75è de la classificació general
- 2009. 39è de la classificació general

### Resultats a la Volta a Espanya
- 2007. 34è de la classificació general
- 2013. 67è de la classificació general